# Selsawet Swjataja Wolja
Selsawet Swjataja Wolja bzw. (russisch) Swjatawolski Selsawet (belarussisch Святавольскі сельсавет; russisch Святовольский сельсовет) ist eine Verwaltungseinheit im Rajon Iwazewitschy in der Breszkaja Woblasz in Belarus. Das administrative Zentrum des Selsawets ist das Dorf Swjataja Wolja. Swjatawolski Selsawet umfasst vier Dörfer und liegt im südlichen Teil des Rajons.

## Orte im Selsawet
Swjatawolski Selsawet umfasst vier Dörfer: Dougaje, Wjalikaja Haz, Swjataja Wolja und Turnaja.